# Guanin
Guanin (ze španělského guano - ptačí/netopýří trus, symbol G nebo Gua) je heterocyklická sloučenina se sumárním vzorcem C5H5N5O. Spolu s adeninem patří k dusíkatým bázím purinového typu. Má relativní molekulovou hmotnost 151,13.
Guanin je jednou z nukleových bází v DNA a RNA, spolu s adeninem, cytosinem, thyminem a uracilem. V DNA je komplementární s cytosinem, se kterým se váže třemi vodíkovými můstky. Guanin je součástí různých nukleosidů a nukleotidů. Guaninový nukleosid se nazývá guanosin a má důležitou funkci při syntéze proteinů. Cyklický guanosinmonofosfát (cGMP) je součástí některých signálních kaskád v mezibuněčné komunikaci. Guanosintrifosfát je v některých biochemických pochodech alternativou k ATP.
U některých živočichů je guanin příčinou jejich fyzického zbarvení, například u obojživelníků nebo ryb. Ze šupin některých ryb jej lze izolovat. V krystalické formě je pak využíván například v kosmetickém průmyslu jako přídavná látka do šampónů, laků na nehty, očních stínů a dalších výrobků, jimž dodává barevně měňavý lesk.
U plazů, ptáků a netopýrů je guanin důležitou cestou vylučování dusíku z těla (hlavně při degradaci bílkovin a nukleotidů), které se děje především pomocí kyseliny močové. Guanin je pastovitý a obsahuje málo vody, což podporuje schopnost létat. Vylučovaný guanin a kyselina močová tvoří po zvětrání guáno.

## Historie výzkumu
- V roce 1844 provedl první izolaci guaninu německý chemik Julius Bodo Unger (1819–1885), který jej získal jako minerál tvořený z exkrementů mořských ptáků. Trus mořských ptáků je známý jako guano a používá se jako hnojivo.
- V roce 1846 získala tato látka název guanin.
- V roce 1871 Friedrich Miescher informoval o látce obsahující fosfor, kterou byl schopen izolovat z jader erytrocytů.
- Od roku 1874 byl guanin postupně objevován v dalších buněčných jádrech. Švýcarskému chemikovi Julesi Piccardovi, který na žádost Friedricha Mieschera zkoumal sperma lososů, se podařilo izolovat guanin v jeho nukleové kyselině.
- V roce 1891 Albrecht Kossel poprvé dokázal, že guanin je štěpný produkt nukleové kyseliny získané z husí krve.
- V letech 1882 až 1906 určil strukturu guaninu Hermann Emil Fischer a také dokázal, že kyselina močová může být přeměněna na guanin.

## Metabolismus guaninu
Většina živých organismů je schopna guanin syntetizovat. Tato metabolická cesta je však velmi energeticky náročná. Proto může tělo purinový derivát guaninu znovu použít pomocí záchranné cesty. Tedy odříznout ho z molekul nukleových kyselin, které mají být rozloženy, a znovu ho vázat zpět na ribózu. V případě poruch záchranné cesty, zejména v případě defektu enzymu hypoxanthin-guanin fosforibosyl transferázy (HGPRT), dochází ke klinickému obrazu Leschova-Nyhanova syndromu.
Při degradaci guaninu vzniká xantin a dále kyselina močová. Pokud je množství metabolizovaného guaninu příliš vysoké, výsledné vysoké množství kyseliny močové (hyperurikémie) může krystalizovat v ledvinách, močových cestách nebo v bradytrofických tkáních (zejména kloubních tobolkách) a vést k ledvinovým kamenům nebo dně.

## Sloučeniny obsahující guanin

### Nukleosidy
Nukleosidy se skládají z pětiuhlíkového sacharidu (ribózy nebo deoxyribózy) a z nukleové báze (ze skupiny purinů nebo pyrimidinů). Nukleosidy jsou základní molekulární stavební kameny nukleotidů, od kterých se liší tím, že neobsahují kyselinu fosforečnou. V živých organismech jsou nukleosidy jako součást nukleotidů nositeli genetické informace.

Nukleosid - guanosin vzniká tak, že atom N9 v cyklu guaninu se prostřednictvím N-glykosidové vazby váže na atom C1 ribózy. Při navázání na deoxyribózu vzniká deoxyguanosin.

Guanosin
Deoxyguanosin

### Nukleotidy
Nukleotidy jsou fosforylované nukleosidy, tedy látky složené z nukleové báze (nejčastěji purinové nebo pyrimidinové), pětiuhlíkového monosacharidu (ribóza nebo deoxyribóza) a jednoho nebo více zbytků kyseliny fosforečné. V živých organismech jsou nukleotidy nositeli genetické informace.

Fosforylace guanosinu na atomu C5 ribózy vede k důležitým nukleotidům guanosinmonofosfátu (GMP), guanosindifosfátu (GDP) a guanosintrifosfátu (GTP). Fosforilací deoxyguanosinu vzniká deoxyguanosinmonofosfát (dGMP), deoxyguanosindifosfát (dGDP) a deoxyguanosintrifosfát (dGTP).

Guanosintrifosfát (GTP)

### DNA a RNA
Guanin je jednou z nukleových bází v DNA a RNA, spolu s adeninem, cytosinem, thyminem a uracilem. Guanin tvoří tři vodíkové vazby s cytosinem ve dvojité šroubovici DNA a šroubovici RNA. Má tak důležitou funkci jako nositel genetické informace a při syntéze bílkovin.

Vazba guaninu s cytosinem v DNA

## Další příbuzné sloučeniny

1-methylguanin
O6-methylguanin
izoguanin